# Karina Seweryn
Karina Seweryn (ur. 3 września 1978 w Krakowie) – polska aktorka teatralna i filmowa.

## Życiorys
Absolwentka XXI Liceum Ogólnokształcącego o profilu artystyczno-teatralnym im. Stanisława Ignacego Witkiewicza w Krakowie. W 2001 roku ukończyła Państwową Wyższą Szkołę Teatralną im. Ludwika Solskiego w Krakowie.
Podczas studiów związana z Narodowym Teatrem Starym im. Heleny Modrzejewskiej i Teatrem Ludowym w Krakowie. Zadebiutowała w Teatrze Starym w roli Wendli Bergman w spektaklu Przebudzenie wiosny Franka Wedekinda w reżyserii Pawła Miśkiewicza.
Kolejne role teatralne w Fauście w reżyserii Jerzego Jarockiego i Miarce za miarkę w reżyserii Tadeusza Bradeckiego – oba spektakle w Teatrze Starym. Następnie Pan Paweł w reżyserii Bartosza Szydłowskiego w Teatrze Słowackiego w Krakowie, Sześć postaci szuka autora w reżyserii Jerzego Stuhra, Miłość Fedry w reżyserii Bartosza Szydłowskiego i Jak wam się podoba w reżyserii Andrzeja Wajdy. W Teatrze Ludowym w Krakowie Dożywocie w reżyserii Grzegorza Wiśniewskiego.
W Zespole Teatru Powszechnego im. Zygmunta Hubnera w Warszawie od 2001 roku, gdzie zagrała w takich spektaklach jak Swidrygajłow w reżyserii Andrzeja Domalika, Lato w reżyserii Władysława Kowalskiego, Biesy w reżyserii Rudolfa Zioło, a także Wesołe kumoszki z Windsoru oraz Król Lear w reżyserii Piotra Cieplaka. Kolejne przedstawienia na deskach Teatru Powszechnego to Czego nie widać w reżyserii Juliusza Machulskiego, Powrót na pustynię w reżyserii Anny Augustynowicz oraz Panieński Raj w reżyserii Rafała Sabary.
W 1995 roku zadebiutowała w Teatrze Telewizji w spektaklu Rodzina Antoniego Słonimskiego w reżyserii Kazimierza Kutza.
Można ją zobaczyć m.in. w takich filmach jak Ryś będący kontynuacją kultowego Misia Stanisława Barei, Bożych Skrawkach (Edges of The Lord) Jurka Bogajewicza, Vinci Juliusza Machulskiego, również w jednej z głównych ról w serialu telewizyjnym Joanny Szczepkowskiej Garderoba damska, a także gościnnie w jednym z odcinków sitcomu Kasia i Tomek.
Mieszka w Warszawie.

## Filmografia
- 1995: Dzieje mistrza Twardowskiego jako dziewczyna z dzbanem
- 1996: Opowieść o Józefie Szwejku i jego drodze na front jako prostytutka (odc. 6)
- 1998: Sabina jako Agnieszka Bielska
- 2001: Garderoba damska jako Anna Maczek
- 2001: Boże skrawki (Edges of The Lord) jako dziewczyna żołnierza
- 2004: Vinci jako przewodniczka w Muzeum Czartoryskich
- 2007: Ryś jako niedoszła kobieta Oceanoffa
- 2008–2009, 2014–2015, od 2019: Barwy szczęścia jako lekarka, jako Dorota Kujawiak
- 2009: Przystań jako „Osa” (odc. 12)
- 2009–2010: Majka jako Karina
- 2010: Ojciec Mateusz jako Iwona Toczyńska, współpracownica Golda (odc. 40)
- 2010:Hotel 52 jako adwokatka Anny Horwat (odc. 22)
- 2011: Rezydencja jako Danuta, sekretarka Jana
- 2011: Przepis na życie jako personalna w firmie „Hipnox” (odc. 4)
- 2011: Na dobre i na złe jako Mariola, matka Poli (odc. 442)
- 2012: Julia jako klientka biura podróży (odc. 138)
- 2012: Prawo Agaty jako pozywająca Hanna (odc. 14 i 15)
- 2012–2014: Lekarze jako anestezjolog Aneta Jasińska
- 2013: Hotel 52 jako stewardesa Maja (odc. 79)
- 2014: Blondynka jako gość wystawy Krisa (odc. 28)
- 2014: Baron24 jako „Pączek” (odc. 15)
- 2015: Strażacy jako ranna Beata (odc. 1)
- 2015: Rodzinka.pl jako kasjerka w „Almie” (odc. 158)
- 2015: Przyjaciółki jako Magda, żona Wojtka
- 2015: Powiedz tak! jako kierowniczka sali, w której odbyło się wesele Urszuli zorganizowane przez Basię Adamczyk (odc. 8)
- 2015: Ojciec Mateusz jako Hania (odc. 165)
- 2015: Ojciec Mateusz jako kobieta z kwiatami (odc. 181)
- 2015: Dziewczyny ze Lwowa jako recepcjonistka (odc. 11)
- 2015: Aż po sufit! jako pielęgniarka (odc. 1)
- 2016: Ranczo jako kobieta (odc. 128 i 129)
- 2016: O mnie się nie martw jako policjantka (odc. 45)
- 2016: Komisarz Alex jako doktor Malicka (odc. 102)
- 2016: Kochaj! jako napalona fanka
- 2016: Druga szansa jako nauczycielka (odc. 5)
- 2017–2018: Ojciec Mateusz jako Sylwia Chazara, pracownica agencji
- 2017: Komisarz Alex jako żona Jarzębskiego (odc. 116)
- 2018–2019: Korona królów jako Egle
- od 2021: 48 h. Zaginieni[1]